# Фарбування гематоксиліном-еозином

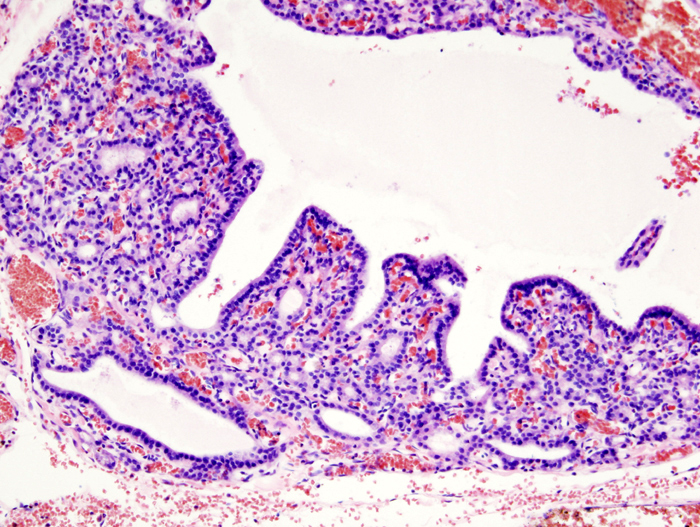
Визначення гіперплазії щитоподібної залози при тиреотоксикозі за допомогою фарбування гематоксиліном-еозином.

Фарбування гематоксилін-еозином — один з найпоширеніших методів фарбування гістологічних препаратів. Цей метод широко застосовується в медицині для встановлення діагнозу, зокрема при дослідженні  зразку біоптату при підозрі на злоякісну пухлину або видаленої тканини для встановлення заключного патогістологічного діагнозу.

## Загальний принцип методу

### Гематоксилін
Цей метод фарбування передбачає застосування хімічного комплексу, що формується іонами алюмінію та окисленого гематоксиліну. Цей комплекс має властивості зафарбовувати ядра клітин (а також деякі інши структури, зокрема гранули кератогіаліну) в синій колір. При фарбування гематоксиліном не має необхідності в наявності ДНК, оскільки він зв'язується з насиченими аргініном нуклеопротеїнами за тим же принципом що й гістонові білки.

### Еозин
Після зафарбовування ядер відбувається фарбування інших структур спиртовим розчином еозину Y, завдяки якому ці структури набувають насиченого еозинофільного забарвлення — червоного, рожевого або помаранчевого. Еозинофільні структури як правило складаються з внутрішньо- або зовнішньоклітинних протеїнів, до яких, зокрема, належать Тільця Леві та Тільця Меллорі. Цитоплазма також має переважно еозинофільні компоненти. Еритроцити також фарбуються в інтенсивно червоний колір.
Структури, що мають нейтральний статус, тобто не мають відновних або окислюючих властивостей називаються базофільними або еозинофільними. Ця термінологія базується на властивостях аффіності (Константі дисоціації).

## Структури, що погано зафарбовуються
Інші кольори, такі як жовтий та коричневий, також можуть бути в досліджуваному зразку, внаслідок фарбування внутрішніх пігментів, зокрема меланіну. Погано фарбуються гематоксиліном-еозином гідрофобні структури: адипоцити, мієлін, аксони нейронів, мембрани комплексу Гольджі; базальна мембрана та ретикулярні волокна добре візуалізуються при імпрегнації сріблом.